# Shammeh (ort i Iran)
Shammeh (persiska: شمّه) är en ort i Iran.   Den ligger i provinsen Khuzestan, i den centrala delen av landet, 600 km söder om huvudstaden Teheran. Shammeh ligger 18 meter över havet och antalet invånare är 106.
Terrängen runt Shammeh är mycket platt.Runt Shammeh är det ganska tätbefolkat, med 62 invånare per kvadratkilometer. Närmaste större samhälle är Madīnāt, 19,2 km väster om Shammeh. Trakten runt Shammeh är ofruktbar med lite eller ingen växtlighet.